# Feuerfunken (Rose)
Die Rosensorte ‘Feuerfunken’  ist eine leuchtend orangerot bis scharlachrot blühende Strauchrose, die von Anni Berger gezüchtet und 1979 von der Gärtnerischen Produktionsgenossenschaft Roter Oktober Bad Langensalza (Thüringen) in den Markt eingeführt wurde. Sie stammt von der orangefarben blühenden Floribundarose ‘Highlight’ (Herbert Robinson 1957) ab.

## Ausbildung
Die breit ausladende Rose ‘Feuerfunken’ bildet einen kräftigen, stark verzweigten Strauch aus. Die Rosenpflanze wird etwa 120 cm bis maximal 200 cm hoch und 120 bis 180 cm breit. Die Rosensorte ‘Feuerfunken’ besitzt große, länglich-eiförmige, glänzende dunkelgrüne Laubblätter. An einer Sprossachse sind gewöhnlich 5 bis 8, selten bis zu 15 Blüten in kleinen Büscheln angeordnet. Die hoch aufgeschlossen eiförmige Blütenknospe öffnet sich später zu einer dicht gefüllten, schalenförmigen Blüte. Die bis zu 9 Zentimeter großen gefüllten Blüten werden aus 30 Petalen gebildet. Die Blüten in Edelrosenform werden aus orangeroten bis zinnoberroten Petalen mit scharlachroten Unterseiten aufgebaut. Die Rosensorte ‘Feuerfunken’ ist durch einen kaum wahrnehmbaren, milden Duft charakterisiert.
Diese remontierende Strauchrose ist winterhart (USDA-Klimazone 6b bis 9b). Die Sorte ‘Feuerfunken’ blüht anhaltend von Juni bis Oktober und ist resistent gegenüber den bekannten Rosenkrankheiten, insbesondere gegenüber Echtem Mehltau und Sternrußtau.
Die Rosensorte ‘Feuerfunken’ gedeiht auf lehmig-humosem Boden an sonnigen bis halbschattigen Standorten. Sie eignet sich zur Beetbepflanzung in Gruppen und als Vorpflanzung vor Sträuchern sowie zur Verkleidung von Mauern und Gartenzäunen.
Die Rosensorte ‘Feuerfunken’ wird in zahlreichen Rosarien und Gartenanlagen, unter anderem im Europa-Rosarium Sangerhausen,  im Carla Fineschi Foundation Rose Garden (Toskana) sowie im Rosengarten Dresden gezeigt.
Die Rosensorte ‘Feuerfunken’ wurde 1981 auf der Internationalen Gartenausstellung in Erfurt mit einer Goldmedaille ausgezeichnet.

## Namensgebung
Der Name ‘Feuerfunken’ geht auf die in der DDR weit verbreitete Kindergeschichte Das weiße Sternchen von Viktoria Ruika-Franz zurück.